# Raúl Albornoz
Raúl Alberto Albornoz (Diamante, Provincia de Entre Ríos, Argentina; 20 de marzo de 1989) es un futbolista argentino. Juega como marcador central y su primer equipo fue Gimnasia y Esgrima de La Plata. Actualmente milita en Boca Unidos del Torneo Federal A.

## Trayectoria
Raúl Albornoz comenzó jugando en el Club Atlético Diamantino de la Liga Diamantina de Entre Ríos, pero con edad de octava división se sumó a las inferiores de Boca Juniors. Ya en la reserva en 2006 pasó a Gimnasia y Esgrima La Plata, en donde llegó a concentrar con el plantel de Primera y donde en 2010 debutó en un partido amistoso, pero en 2011 fue cedido al Maronese de Neuquén, con el que afrontó la temporada 2011-2012 del Torneo Argentino B.
En 2012 es cedido nuevamente pero a Gimnasia y Esgrima de Mendoza para disputar el mismo torneo. 
En dicha institución logró dos ascensos consecutivos en menos de un año, primero al ganar la temporada 2013-14 del Argentino B y luego la temporada 2014 del Federal A. Estuvo hasta el año 2017.
Em marzo de 2021 pasa a ser incorporado por el equipo de Defensores de Villa Ramallo.
En enero de 2022 es fichado por el Club Douglas Haig de Pergamino.

## De profesión... barbero
El parate de la actividad deportiva oficial producido por la pandemia de Covid-19, obligó a algunos deportistas a tener que buscar recursos económicos para sustentar a sus familias. Así es como Albornoz, El defensor del entonces equipo de Atlético Paraná instaló una pequeña peluquería y barbería en Diamante, su ciudad natal.

## Clubes
| Club                                    | País      | Año       |
| --------------------------------------- | --------- | --------- |
| Gimnasia y Esgrima La Plata             | Argentina | 2010-2011 |
| Maronese de Neuquén                     | Argentina | 2011-2012 |
| Gimnasia y Esgrima de Mendoza           | Argentina | 2012-2017 |
| Atlético Paraná                         | Argentina | 2017-2018 |
| Estudiantes de Río Cuarto               | Argentina | 2018-2019 |
| Atlético Diamantino                     | Argentina | 2019      |
| Atlético Paraná                         | Argentina | 2020      |
| Defensores de Belgrano de Villa Ramallo | Argentina | 2021      |
| Douglas Haig (Pergamino)                | Argentina | 2022      |
| Boca Unidos                             | Argentina | 2023      |

## Palmarés

### Campeonatos nacionales
| Título             | Club                      | País      | Año  |
| ------------------ | ------------------------- | --------- | ---- |
| Torneo Argentino B | Gimnasia y Esgrima (M)    | Argentina | 2014 |
| Torneo Federal A   | Estudiantes de Río Cuarto | Argentina | 2019 |

### Otros logros
| Título                  | Club                   | País      | Año  |
| ----------------------- | ---------------------- | --------- | ---- |
| Ascenso a la B Nacional | Gimnasia y Esgrima (M) | Argentina | 2014 |